# Alfonso Pérez
Alfonso Pérez Muñoz (Getafe, 26 de Setembro de 1972) é um ex-futebolista espanhol.
Futebolista assim como seu irmão mais novo, Iván, Alfonso está entre os poucos a terem jogado no Real Madrid e no Barcelona. O estádio do Getafe, clube da cidade em que nasceu, leva o seu nome.

## Carreira
Alfonso debutou profissionalmente com apenas dezoito anos, no Real Madrid. Apesar de suas cinco temporadas como profissional no Madrid, nunca conseguiu figurar com regularidade entre os titulares, sendo preterido pelas estrelas Emilio Butragueño e Iván Zamorano. Em sua última temporada no clube, conquistou seu primeiro e único título espanhol. Também fora campeão da Copa e Supercopa da Espanha duas temporadas antes.
Mesmo como reserva, despertou interesse dos dirigentes do Real Betis, que o contrataram na temporada 1995-96. Com um início apagado, se tornou o principal nome da equipe a partir da segunda temporada, quando marcou 25 vezes apenas no espanhol, ficando atrás apenas do brasileiro Ronaldo, que marcou nove vezes a mais. O Betis terminou o campeonato em quarto, sua melhor posição em anos. No ano seguinte, ganhou o prêmio Don Balón como melhor jogador espanhol do ano.
Suas grandes exibições chamaram a atenção do Barcelona, que o contratou após cinco temporadas de grande sucesso no Betis. Porém, no Barça, teve uma difícil adaptação, marcando apenas duas vezes em sua primeira temporada. Iniciou sua segunda temporada na equipe, mas continuou sem sucesso, sendo emprestado ao francês Marseille, onde permaneceu apenas meia temporada, mas tendo relativo sucesso, marcando quatro vezes em onze partidas.
Após retornar do Marseille, foi repassado ao Betis. Tentou reviver seus anos dourados novamente no Betis, mas teve baixo aproveitamento. Em suas duas primeiras temporadas, conseguiu ter alguma sequência, mas em sua terceira conseguiu disputar apenas dez partidas. Após o término dessa temporada, com seu contrato terminando também, anunciou sua aposentadoria profissional, retornando em seguida ao Real Madrid, indo atuar na equipe de veteranos. Ao todo, Alfonso marcou 69 vezes com a camisa do Betis, sendo o segundo maior artilheiro da equipe.

## Seleção Espanhola
Tendo defendido todas as categorias inferiores da Seleção Espanhola, disputou seu primeiro grande torneio em 1992, quando conquistou os Jogos Olímpicos disputados em território espanhol. Na campanha invicta da Espanha, Alfonso, que disputou cinco das seis partidas no torneio, todas como titular, ficou de fora apenas na partida das semifinais, mas estado presente na final contra a Polônia. Também deixou sua marca na vitória sobre o Qatar, ainda na fase de grupos.
Debutou na equipe principal no mesmo ano, na partida contra a Inglaterra, disputada em 9 de setembro. Tendo ficado de fora da Copa do Mundo de 1994, esteve presente na Eurocopa 1996, onde conseguiu marcar uma vez contra a Bulgária. Presente na fraca campanha espanhola da Copa do Mundo de 1998, disputou duas partidas, não anotando nenhum tento. Ainda esteve na edição de 2000 da Eurocopa. Sendo titular, marcou duas vezes na partida contra a Iugoslávia, sendo o segundo, da vitória, aos noventa e cinco minutos. Tendo caído novamente nas quartas de final, Alfonso se aposentou da Espanha após derrota para a França.